# Marc Castellsagué
Marc Castellsagué Rabert (Llerona, Barcelona, 22 de octubre de 1987) es un entrenador de fútbol español. En la temporada 2024/2025 ejerció como segundo entrenador del Sestao River Club de Primera Federación.

## Trayectoria deportiva
Formado en las categorías inferiores del fútbol catalán comenzó su andadura en los banquillos a temprana edad, como segundo entrenador del AEC Manlleu de División de Honor Juvenil de España.
Más tarde recaló en la cantera del RCD Espanyol, donde permaneció durante cuatro años como técnico en categorías base nacional.
Después de salir de la cantera perica, dirigió al CE Premiá de la Liga Nacional Juvenil de España donde se convirtió en el técnico más joven en realizar una campaña completa de su categoría en la historia del club centenario de Premia de Mar. La temporada 2014/2015 dirige al Cadete A del CF Mollet UE en la división Cadete Preferente.  
En septiembre de 2015 partió hacia Asia, tras acudir a la llamada de la Unión de Fútbol de Kazajistán, organismo rector del fútbol en el Kazajistán, para formar parte de la federación kazaja como responsable del área físico-condicional de las categorías inferiores de la selección del país asiático.
Antes de partir a Kazajistán, Marc tuvo su primera experiencia como técnico de forma internacional en Kenia (África), donde participó en seminarios y realizó sesiones de entrenamiento a jóvenes futbolistas del continente africano.
De vuelta en España, Marc pasó a formar parte de la filial del Girona FC donde permaneció por una campaña en el club gironin, siendo esta además su primer curso formando parte de un combinado senior.
El verano de 2017 fue un punto de inflexión para la carrera del técnico catalán, ya que acabó firmando como primer entrenador del FC Andorra encabezando el proyecto del club andorrano. Actualmente el equipo compite en Segunda División B de España.
Más tarde llegó la tercera expedición internacional para el natural de Llerona. Viajó hasta el continente americano para dirigir al filial del Club Guaraní de la Primera División de Paraguay hasta finalizar la campaña en verano de 2018.
Con experiencia en Europa, Asia, África y América, regresó a España y pasó a entrenar al  EF Gavá U16 de categoría nacional donde estuvo durante dos temporadas hasta que llegó la oportunidad de la categoría de bronce del fútbol español.
En julio de 2020 firmó como asistente técnico del UE Llagosterade la Segunda División B de España donde permaneció durante dos campañas en las que se proclamó campeón de la 27ª edición de la Copa RFEF.y consiguió el ascensoa Primera Federación.
 
En febrero de 2023 se formaliza su fichaje como segundo entrenador del Club Lleida Esportiu de Segunda Federación hasta final de campaña en la que lograron el objetivo de la permanencia en la categoría finalizando como 9º clasificado con 47 puntos.
En la temporada 2023/2024 renueva por el Club Lleida Esportiu participando en 37 encuentros oficiales entre competición de liga en la que finalizó 7º clasificado, disputando de nuevo la promoción de ascenso a Primera Federación, cayendo en seminales ante Yeclano Deportivo. Además se proclamó campeónde la fase autonómica de la Copa Federación con el club catalán, accediendo a la fase nacional, y clasificándose también para disputar la Copa del Rey. Durante su estancia de una campaña y media en el club catalán, formó parte del cuerpo técnico en 51 encuentros oficiales.
En la temporada 2024/2025 el técnico catalán firmócomo segundo entrenador del Sestao River Club del grupo segundo de Primera Federación hasta su desvinculación el 4 de marzo de 2025. Durante su etapa en el club vasco participó en 29 encuentros oficiales entre competición de liga y Copa Federación, siendo esta última en la que por segundo año consecutivo, tercera ocasión en su carrera, se proclama campeónde la fase autonómica, alcanzando posteriormente los cuartos de final de la fase nacional, cuando cedió en un ajustado encuentro ante la Sociedad Deportiva Compostela.

## Clubes

### Como entrenador
| Club                                 | País       | Año         |
| ------------------------------------ | ---------- | ----------- |
| AEC Manlleu U19                      | España     | 2010 - 2011 |
| RCD Espanyol U15 (2º entrenador)     | España     | 2011 - 2013 |
| CE Premiá U19                        | España     | 2013 - 2014 |
| CF Mollet UE U16                     | España     | 2014 - 2015 |
| Kazajistán U16                       | Kazajistán | 2015 - 2016 |
| Girona FC "B" (2º entrenador)        | España     | 2016 - 2017 |
| FC Andorra                           | Andorra    | 2017        |
| Club Guaraní                         | Paraguay   | 2018        |
| EF Gavá U16                          | España     | 2018 – 2020 |
| UE Llagostera (2º entrenador)        | España     | 2020 - 2022 |
| Club Lleida Esportiu (2º entrenador) | España     | 2022-2024   |
| Sestao River Club (2º entrenador)    | España     | 2024-2025   |

## Palmarés nacional

### Como entrenador
| Título    | Club          | País   | Año  | Puesto            |
| --------- | ------------- | ------ | ---- | ----------------- |
| Copa RFEF | UE Llagostera | España | 2020 | Asistente técnico |